# Аршамашат
38°39′39″ пн. ш. 39°30′39″ сх. д. / 38.6608665° пн. ш. 39.5109175° сх. д.
Аршамашат (вірм. Արշամշատ, Aršamšat) або Арсамосата грец. Αρσαμωσατα) — місто в історичній області Цопк Стародавньої Вірменії, на лівому березі річки Євфрат.
Місто було засновано близько 240 до н. э. цопкським (софенським) царем Аршамом з династії Єрвандідів. 212 року до н. е. сирійський цар Антіох III узяв в облогу Аршамашат. Тацит, змальовуючи похід Корбулона до Вірменії, називає Аршамашат уже не містом, а лише замком.